# Llista de monuments del Lluçanès
Aquesta és la llista de monuments inclosos en l'Inventari del Patrimoni Arquitectònic Català per la comarca del Lluçanès. Inclou els inscrits en el Registre de Béns Culturals d'Interès Nacional (BCIN) amb la classificació de monuments o conjunts històrics, els Béns Culturals d'Interès Local (BCIL) de caràcter immoble i la resta de béns arquitectònics integrants del patrimoni cultural català.

## Alpens
| Monument                                            | Protecció | Estil/època                          | Localització                                                          | Coordenades                                          | Codi?     | Imatge |
| --------------------------------------------------- | --------- | ------------------------------------ | --------------------------------------------------------------------- | ---------------------------------------------------- | --------- | --- |
| Carrer de Dalt d'Alpens                             |           | Obra popular, barroc XVII-XVIII      | Alpens C. de Dalt                                                     | 42° 07′ 12″ N, 2° 06′ 05″ E / 42.12012°N,2.10132°E   | IPA-22412 | Carregueu una nova foto d'aquest monument                                                                                     |
| Església parroquial de Santa Maria                  |           | Obra popular, barroc XVI, XVIII, XIX | Alpens Pl. de l'Església, 4                                           | 42° 07′ 09″ N, 2° 06′ 02″ E / 42.119245°N,2.100619°E | IPA-22413 | Església parroquial de Santa Maria (Alpens) · Vegeu més fotos d'aquest monument · Carregueu una nova foto d'aquest monument   |
| Carrer Graell                                       |           | Obra popular XVII                    | Alpens C. Graell                                                      | 42° 07′ 08″ N, 2° 06′ 00″ E / 42.11894°N,2.10010°E   | IPA-22422 | Carregueu una nova foto d'aquest monument                                                                                     |
| Plaça Major d'Alpens                                |           | Barroc XVII                          | Alpens Pl. Major                                                      | 42° 07′ 10″ N, 2° 06′ 04″ E / 42.11934°N,2.10113°E   | IPA-22423 | Carregueu una nova foto d'aquest monument                                                                                     |
| Cal Ferreró                                         |           | Obra popular XVII                    | Alpens Pl. Major, 1                                                   | 42° 07′ 09″ N, 2° 06′ 05″ E / 42.11911°N,2.10137°E   | IPA-22424 | Cal Ferreró (Alpens) · Vegeu més fotos d'aquest monument · Carregueu una nova foto d'aquest monument                          |
| El Manelic                                          |           | Obra popular XX (1972)               | Alpens Pl. Joan Prat i Roca                                           | 42° 07′ 08″ N, 2° 06′ 05″ E / 42.11902°N,2.10143°E   | IPA-22425 | El Manelic (Alpens) · Vegeu més fotos d'aquest monument · Carregueu una nova foto d'aquest monument                           |
| Carrer Planes                                       |           | Obra popular, barroc XVII, XVIII     | Alpens C. Planes                                                      | 42° 07′ 05″ N, 2° 06′ 06″ E / 42.11793°N,2.10158°E   | IPA-22426 | Carregueu una nova foto d'aquest monument                                                                                     |
| Carrer Rectoria                                     |           | Obra popular XVIII                   | Alpens C. Rectoria                                                    | 42° 07′ 09″ N, 2° 06′ 02″ E / 42.11912°N,2.10064°E   | IPA-22427 | Carregueu una nova foto d'aquest monument                                                                                     |
| Ferros forjats d'Alpens                             |           | Obra popular XIX-XX                  | Alpens Nucli urbà                                                     | 42° 07′ 10″ N, 2° 06′ 02″ E / 42.11940°N,2.10050°E   | IPA-22428 | Carregueu una nova foto d'aquest monument                                                                                     |
| Escoles d'Alpens                                    |           | Modernisme XX                        | Alpens C. Placeta, 5-8                                                | 42° 07′ 07″ N, 2° 06′ 05″ E / 42.11850°N,2.10151°E   | IPA-22429 | Carregueu una nova foto d'aquest monument                                                                                     |
| Pedró de la Mare de Déu dels Dolors                 |           | Eclecticisme XX                      | Alpens C. Rocamonada                                                  | 42° 07′ 15″ N, 2° 05′ 57″ E / 42.12096°N,2.09914°E   | IPA-22430 | Carregueu una nova foto d'aquest monument                                                                                     |
| Pedró de Sant Antoni                                |           | Obra popular XIX                     | Alpens                                                                | 42° 07′ 18″ N, 2° 06′ 07″ E / 42.12175°N,2.10200°E   | IPA-22431 | Carregueu una nova foto d'aquest monument                                                                                     |
| Capella de Sant Sebastià i Sant Romà                |           | Obra popular XX                      | Alpens Davant del cementiri                                           | 42° 07′ 03″ N, 2° 06′ 19″ E / 42.117436°N,2.105411°E | IPA-22432 | Capella de Sant Sebastià i Sant Romà (Alpens) · Vegeu més fotos d'aquest monument · Carregueu una nova foto d'aquest monument |
| Cementiri d'Alpens                                  |           | Obra popular XX                      | Alpens                                                                | 42° 07′ 02″ N, 2° 06′ 20″ E / 42.11711°N,2.10555°E   | IPA-22433 | Carregueu una nova foto d'aquest monument                                                                                     |
| Can Cases                                           |           | Obra popular XVIII                   | Alpens                                                                | 42° 07′ 46″ N, 2° 04′ 15″ E / 42.12956°N,2.07088°E   | IPA-22436 | Carregueu una nova foto d'aquest monument                                                                                     |
| Casó                                                |           | Obra popular XVII-XVIII              | Alpens Ctra. d'Alpens a Puigcercós, km 15                             | 42° 07′ 24″ N, 2° 05′ 45″ E / 42.12347°N,2.09595°E   | IPA-22437 | Carregueu una nova foto d'aquest monument                                                                                     |
| Cerdanyons                                          |           | Obra popular, barroc XVII-XVIII      | Alpens Camí de la Vall al Molí                                        | 42° 06′ 21″ N, 2° 06′ 08″ E / 42.10572°N,2.10219°E   | IPA-22438 | Carregueu una nova foto d'aquest monument                                                                                     |
| Colomer                                             |           | Obra popular, barroc XVIII           | Alpens Camí de la Vall al Molí, km 12 de la carretera que du a Alpens | 42° 06′ 22″ N, 2° 06′ 57″ E / 42.106125°N,2.115886°E | IPA-22440 | Carregueu una nova foto d'aquest monument                                                                                     |
| Comià                                               |           | Obra popular XVIII                   | Alpens Ctra. d'Alpens a Puigcercós, km 19,5                           | 42° 08′ 09″ N, 2° 04′ 05″ E / 42.135954°N,2.06816°E  | IPA-22445 | Carregueu una nova foto d'aquest monument                                                                                     |
| El Graell o Griells                                 |           | Obra popular XVII, XVIII, XIX        | Alpens A 3 km direcció sud-oest del nucli del poble                   | 42° 06′ 47″ N, 2° 05′ 07″ E / 42.113099°N,2.085356°E | IPA-22446 | El Graell (Alpens) · Vegeu més fotos d'aquest monument · Carregueu una nova foto d'aquest monument                            |
| La Llena                                            |           | Obra popular XVIII                   | Alpens                                                                | 42° 07′ 47″ N, 2° 05′ 19″ E / 42.129750°N,2.088541°E | IPA-22450 | Carregueu una nova foto d'aquest monument                                                                                     |
| Cal Moreu                                           |           | Obra popular XVII-XIX                | Alpens Ctra. d'Alpens a Puigcercós, km 15                             | 42° 07′ 26″ N, 2° 05′ 45″ E / 42.123909°N,2.095883°E | IPA-22452 | Carregueu una nova foto d'aquest monument                                                                                     |
| Paller de la Petja                                  |           | Obra popular XVIII                   | Alpens Ctra. d'Alpens a Borredà, km 16                                | 42° 07′ 15″ N, 2° 04′ 48″ E / 42.120901°N,2.079994°E | IPA-22453 | Carregueu una nova foto d'aquest monument                                                                                     |
| Els Plans                                           |           | Obra popular XVII, XVIII             | Alpens A 3,8 km sud-est nucli Alpens                                  | 42° 06′ 42″ N, 2° 04′ 09″ E / 42.111762°N,2.069143°E | IPA-22454 | Carregueu una nova foto d'aquest monument                                                                                     |
| Sant Pau del Colomer o Sant Pau de Terrades         |           | Romànic XII, XVIII, XIX              | Alpens Ctra. BC-4654, km 12,5 a 100 m                                 | 42° 06′ 23″ N, 2° 07′ 05″ E / 42.106357°N,2.117964°E | IPA-22455 | Carregueu una nova foto d'aquest monument                                                                                     |
| Sant Pere de Serrallonga, o Sant Pere de Vilallonga |           | Preromànic, barroc X-XI, XVII        | Alpens Serrallonga                                                    | 42° 08′ 15″ N, 2° 04′ 31″ E / 42.137588°N,2.075348°E | IPA-22456 | Sant Pere de Serrallonga (Alpens) · Vegeu més fotos d'aquest monument · Carregueu una nova foto d'aquest monument             |
| Serrallonga de Baix                                 |           | Obra popular XVIII, XIX              | Alpens Serrallonga                                                    | 42° 08′ 14″ N, 2° 04′ 36″ E / 42.13721°N,2.07677°E   | IPA-22458 | Carregueu una nova foto d'aquest monument                                                                                     |
| Serrallonga de Dalt                                 |           | Obra popular XVIII-XX                | Alpens Serrallonga                                                    | 42° 08′ 25″ N, 2° 04′ 56″ E / 42.14026°N,2.08222°E   | IPA-22459 | Carregueu una nova foto d'aquest monument                                                                                     |
| Torrats                                             |           | Obra popular XVII                    | Alpens Ctra. a Borredà, km 15,5                                       | 42° 07′ 33″ N, 2° 05′ 51″ E / 42.12595°N,2.0975°E    | IPA-22461 | Carregueu una nova foto d'aquest monument                                                                                     |
| La Vall                                             |           | Obra popular XVIII, XIX              | Alpens Ctra. B-4654, km 14 a 250 m                                    | 42° 06′ 49″ N, 2° 06′ 11″ E / 42.11356°N,2.10297°E   | IPA-22462 | Carregueu una nova foto d'aquest monument                                                                                     |
| Molí del Graell                                     |           | Obra popular XVIII-XX                | Alpens                                                                | 42° 06′ 57″ N, 2° 04′ 39″ E / 42.11587°N,2.07758°E   | IPA-40787 | Carregueu una nova foto d'aquest monument                                                                                     |
| Molí de Cerdanyons                                  |           | Obra popular                         | Alpens                                                                | 42° 06′ 19″ N, 2° 06′ 34″ E / 42.10540°N,2.10937°E   | IPA-40788 | Carregueu una nova foto d'aquest monument                                                                                     |

## Lluçà
| Monument                                                                  | Protecció      | Estil/època                              | Localització                                                   | Coordenades                                                | Codi?         | Imatge |
| ------------------------------------------------------------------------- | -------------- | ---------------------------------------- | -------------------------------------------------------------- | ---------------------------------------------------------- | ------------- | --- |
| Monestir de Santa Maria de Lluçà, antic monestir canonical de Santa Maria | BCIN 360-MH-EN | Romànic, barroc XII-XIII, XV, XVII-XVIII | Lluçà                                                          | 42° 03′ 02″ N, 2° 02′ 07″ E / 42.050489°N,2.035327°E       | RI-51-0000274 | Monestir de Santa Maria de Lluçà (Lluçà) · Vegeu més fotos d'aquest monument · Carregueu una nova foto d'aquest monument |
| Castell de Lluçà, Capella de Sant Vicenç de Lluçà                         | BCIN 1003-MH   | Romànic XI-XII, XIV                      | Lluçà                                                          | 42° 03′ 16″ N, 2° 02′ 25″ E / 42.054568°N,2.040315°E       | RI-51-0005514 | Castell de Lluçà · Vegeu més fotos d'aquest monument · Carregueu una nova foto d'aquest monument                         |
| Casanova de la Vall                                                       |                | Obra popular XVIII-XIX                   | Lluçà                                                          | 42° 05′ 55″ N, 2° 05′ 53″ E / 42.09859°N,2.09818°E         | IPA-22434     | Carregueu una nova foto d'aquest monument                                                                                |
| Casanova                                                                  |                | Obra popular XVII-XX                     | Lluçà A 50 m de Santa Maria de Lluçà                           | 42° 02′ 55″ N, 2° 02′ 04″ E / 42.048503°N,2.034481°E       | IPA-22899     | Casanova (Lluçà) · Vegeu més fotos d'aquest monument · Carregueu una nova foto d'aquest monument                         |
| Les Collades, o Mas de les Collades                                       |                | Obra popular XVIII                       | Lluçà Camí de Graell a la Vila                                 | 42° 06′ 24″ N, 2° 05′ 28″ E / 42.106641°N,2.090976°E       | IPA-22900     | Carregueu una nova foto d'aquest monument                                                                                |
| Ca l'Estrada                                                              |                | Obra popular XVIII-XIX                   | Lluçà Ctra. BV-4342, km 1,5                                    | 42° 03′ 50″ N, 2° 04′ 45″ E / 42.063856°N,2.079101°E       | IPA-22901     | Carregueu una nova foto d'aquest monument                                                                                |
| Mas la Font                                                               |                | Obra popular XVIII                       | Lluçà A 100 m de Lluçà                                         | 42° 02′ 42″ N, 2° 02′ 50″ E / 42.045097°N,2.047231°E       | IPA-22902     | Carregueu una nova foto d'aquest monument                                                                                |
| Mas Gonfaus                                                               |                | Obra popular XVII-XVIII                  | Lluçà A 100 m de Santa Eulàlia de Puig-oriol                   | 42° 03′ 58″ N, 2° 04′ 52″ E / 42.066035°N,2.081209°E       | IPA-22904     | Carregueu una nova foto d'aquest monument                                                                                |
| Mas Perotet, o Portet                                                     |                | Obra popular XVII                        | Lluçà Camí entre Graell i la Vila                              | 42° 06′ 28″ N, 2° 05′ 25″ E / 42.107715°N,2.090174°E       | IPA-22905     | Carregueu una nova foto d'aquest monument                                                                                |
| Roca d'en Bosc                                                            |                | Obra popular XVII-XVIII, XX              | Lluçà Ctra. Santa Eulàlia de Puig-oriol a Lluçà, km 1 a 2000 m | 42° 04′ 26″ N, 2° 02′ 25″ E / 42.073851°N,2.040310°E       | IPA-22906     | Carregueu una nova foto d'aquest monument                                                                                |
| Església de Sant Cristòfol, o Sant Cristòfol de Borrassers                |                | Obra popular XVIII-XX                    | Lluçà Ctra. Santa Eulàlia de Puig-oriol a Lluçà, km 2,5        | 42° 05′ 12″ N, 2° 04′ 48″ E / 42.086739°N,2.079967°E       | IPA-22907     | Església de Sant Cristòfol (Lluçà) · Vegeu més fotos d'aquest monument · Carregueu una nova foto d'aquest monument       |
| Cal Tià                                                                   |                | Obra popular XVIII-XIX                   | Lluçà A 600 m de Santa Maria de Lluçà                          | 42° 03′ 01″ N, 2° 02′ 13″ E / 42.050334°N,2.036918°E       | IPA-22908     | Cal Tià (Lluçà) · Vegeu més fotos d'aquest monument · Carregueu una nova foto d'aquest monument                          |
| Cal Tiratemples                                                           |                | Obra popular XV, XVII-XVIII              | Lluçà Ctra. BV-4341, km 8,5 a 100 m                            | 42° 04′ 27″ N, 2° 03′ 40″ E / 42.074069°N,2.061196°E       | IPA-22909     | Carregueu una nova foto d'aquest monument                                                                                |
| La Tort de l'Aspà, o la Tordelespà                                        |                | Obra popular XIX                         | Lluçà Al collet de la Benar                                    | 42° 06′ 26″ N, 2° 03′ 14″ E / 42.107169°N,2.053765°E       | IPA-22911     | Carregueu una nova foto d'aquest monument                                                                                |
| Capella de Sant Quirze de la Tor, o Sant Quirze de Tordelespar            |                | Obra popular XVII-XVIII                  | Lluçà Collet de la Bena                                        | 42° 06′ 28″ N, 2° 03′ 22″ E / 42.107819°N,2.056150°E       | IPA-22912     | Carregueu una nova foto d'aquest monument                                                                                |
| Cal Vilaró                                                                |                | Obra popular XVIII-XIX, XX               | Lluçà Ctra. BV-4341, km 8,5 a 100 m                            | 42° 03′ 21″ N, 2° 01′ 56″ E / 42.055861°N,2.032303°E       | IPA-22913     | Cal Vilaró (Lluçà) · Vegeu més fotos d'aquest monument · Carregueu una nova foto d'aquest monument                       |
| Puig-oriol                                                                |                | Obra popular XV, XVII-XVIII              | Lluçà Ctra. BV-4341, km 10                                     | 42° 04′ 04″ N, 2° 03′ 57″ E / 42.067694°N,2.065895°E       | IPA-22915     | Carregueu una nova foto d'aquest monument                                                                                |
| Sant Pere del Grau, o Sant Pere de Torroella                              |                | Romànic, historicisme X-XI, XX           | Lluçà                                                          | 42° 01′ 06″ N, 2° 01′ 27″ E / 42.018424°N,2.024078°E       | IPA-37132     | Sant Pere del Grau (Lluçà) · Vegeu més fotos d'aquest monument · Carregueu una nova foto d'aquest monument               |
| Santa Eulàlia de Puig-oriol                                               |                | Romànic, obra popular X, XV              | Lluçà Ctra. de Santa Eulàlia a Lluçà                           | 42° 03′ 57″ N, 2° 03′ 49″ E / 42.065756026°N,2.063727342°E | IPA-37135     | Carregueu una nova foto d'aquest monument                                                                                |
| Molí de Puig-oriol                                                        |                | Obra popular                             | Lluçà                                                          | 42° 03′ 53″ N, 2° 03′ 06″ E / 42.064747°N,2.051732°E       | IPA-40796     | Carregueu una nova foto d'aquest monument                                                                                |
| Molí de les Vinyes                                                        |                | Obra popular                             | Lluçà                                                          | 42° 03′ 11″ N, 2° 03′ 19″ E / 42.05307°N,2.05522°E         | IPA-40797     | Carregueu una nova foto d'aquest monument                                                                                |
| Molí de Canyelles                                                         |                | Obra popular                             | Lluçà                                                          | 42° 05′ 00″ N, 2° 05′ 26″ E / 42.08326°N,2.09061°E         | IPA-40798     | Carregueu una nova foto d'aquest monument                                                                                |
| Molí de Rònec de Borrassers                                               |                | Obra popular                             | Lluçà                                                          |                                                            | IPA-40800     | Carregueu una nova foto d'aquest monument                                                                                |
| Molí de la Coma                                                           |                | Obra popular                             | Lluçà                                                          | 42° 04′ 29″ N, 2° 05′ 07″ E / 42.074691°N,2.085191°E       | IPA-40801     | Carregueu una nova foto d'aquest monument                                                                                |

## Olost
| Monument                           | Protecció | Estil/època                        | Localització                        | Coordenades                                          | Codi?     | Imatge |
| ---------------------------------- | --------- | ---------------------------------- | ----------------------------------- | ---------------------------------------------------- | --------- | --- |
| Església parroquial de Santa Maria |           | Neoclassicisme XVIII-XX            | Olost Pl. Major                     | 41° 59′ 10″ N, 2° 05′ 46″ E / 41.986122°N,2.096133°E | IPA-23155 | Església parroquial de Santa Maria (Olost) · Vegeu més fotos d'aquest monument · Carregueu una nova foto d'aquest monument |
| Casal les Escases                  |           | Obra popular XVIII                 | Olost                               | 41° 59′ 04″ N, 2° 05′ 47″ E / 41.98432°N,2.09635°E   | IPA-23156 | Carregueu una nova foto d'aquest monument                                                                                  |
| Mas Comalrena                      |           | Obra popular XVII-XVIII            | Olost A 2 km d'Olost                | 41° 59′ 37″ N, 2° 07′ 06″ E / 41.993726°N,2.118373°E | IPA-23157 | Carregueu una nova foto d'aquest monument                                                                                  |
| Mas la Noguera                     |           | Obra popular, gòtic tardà XV-XVIII | Olost Ctra. C-154, a 3 km d'Olost   | 42° 00′ 03″ N, 2° 06′ 00″ E / 42.000734°N,2.099995°E | IPA-23159 | Carregueu una nova foto d'aquest monument                                                                                  |
| Mas la Patina                      |           | Obra popular XVIII                 | Olost Torre d'Olost                 | 42° 01′ 07″ N, 2° 07′ 58″ E / 42.018684°N,2.132715°E | IPA-23161 | Carregueu una nova foto d'aquest monument                                                                                  |
| Can Pela, o Mas Pela-roger         |           | Obra popular XVIII-XIX             | Olost A 4 km d'Olost                | 42° 00′ 27″ N, 2° 07′ 06″ E / 42.007560°N,2.118460°E | IPA-23163 | Carregueu una nova foto d'aquest monument                                                                                  |
| Mas Puig Rafegut                   |           | Obra popular XVII-XVIII, XX        | Olost                               | 42° 00′ 38″ N, 2° 04′ 40″ E / 42.010475°N,2.077903°E | IPA-23164 | Carregueu una nova foto d'aquest monument                                                                                  |
| Mas Reixach                        |           | Obra popular XIV-XVIII, XX         | Olost                               | 42° 00′ 02″ N, 2° 04′ 38″ E / 42.000589°N,2.077140°E | IPA-23165 | Mas Reixach (Olost) · Vegeu més fotos d'aquest monument · Carregueu una nova foto d'aquest monument                        |
| Mas la Rovira                      |           | Obra popular XVIII-XIX             | Olost                               | 41° 59′ 13″ N, 2° 07′ 00″ E / 41.986823°N,2.116718°E | IPA-23166 | Carregueu una nova foto d'aquest monument                                                                                  |
| Mas Sallent                        |           | Obra popular XVIII-XIX, XX         | Olost A 3 km d'Olost                | 42° 00′ 03″ N, 2° 07′ 05″ E / 42.000938°N,2.118153°E | IPA-23167 | Carregueu una nova foto d'aquest monument                                                                                  |
| Mas Torra                          |           | Obra popular XVIII-XIX             | Olost                               | 42° 01′ 01″ N, 2° 07′ 26″ E / 42.016942°N,2.123898°E | IPA-23168 | Carregueu una nova foto d'aquest monument                                                                                  |
| Mas Treserras                      |           | Obra popular XVII-XVIII            | Olost A 5 km poble, sector nord-est | 42° 00′ 45″ N, 2° 08′ 00″ E / 42.012626°N,2.133208°E | IPA-23169 | Carregueu una nova foto d'aquest monument                                                                                  |
| Mas la Vila                        |           | Obra popular XVII-XVIII, XX        | Olost Ctra. C-154, km 1,8 a 3000 m  | 42° 00′ 40″ N, 2° 06′ 18″ E / 42.010996°N,2.104995°E | IPA-23170 | Carregueu una nova foto d'aquest monument                                                                                  |
| Molí del Coll del Ram              |           | Obra popular XIX                   | Olost                               | 41° 59′ 27″ N, 2° 06′ 01″ E / 41.990910°N,2.100206°E | IPA-36779 | Carregueu una nova foto d'aquest monument                                                                                  |
| Ermita de Sant Adjutori            |           | Barroc XVIII                       | Olost C. Sant Adjutori              | 41° 58′ 56″ N, 2° 05′ 24″ E / 41.982345°N,2.089934°E | IPA-36785 | Ermita de Sant Adjutori (Olost) · Vegeu més fotos d'aquest monument · Carregueu una nova foto d'aquest monument            |
| Església de Santa Creu de Jutglar  |           | Obra popular XVIII                 | Olost                               | 42° 00′ 19″ N, 2° 03′ 34″ E / 42.005192°N,2.059564°E | IPA-36786 | Església de Santa Creu de Jutglar (Olost) · Vegeu més fotos d'aquest monument · Carregueu una nova foto d'aquest monument  |
| Molí de la Noguera                 |           | Obra popular XVII-XVIII            | Olost                               | 42° 00′ 11″ N, 2° 05′ 58″ E / 42.00297°N,2.09933°E   | IPA-40812 | Carregueu una nova foto d'aquest monument                                                                                  |
| Molí del Sallent                   |           | Obra popular XVII-XVIII            | Olost                               | 41° 59′ 52″ N, 2° 07′ 05″ E / 41.99787°N,2.11793°E   | IPA-40813 | Carregueu una nova foto d'aquest monument                                                                                  |
| Molí de la Riera                   |           | Obra popular XVIII-XIX             | Olost                               | 41° 58′ 44″ N, 2° 06′ 55″ E / 41.97897°N,2.11538°E   | IPA-40814 | Carregueu una nova foto d'aquest monument                                                                                  |
| Molí del Reixac                    |           | Obra popular                       | Olost                               | 41° 59′ 35″ N, 2° 04′ 31″ E / 41.99318°N,2.07516°E   | IPA-40815 | Carregueu una nova foto d'aquest monument                                                                                  |
| Molí de Baix                       |           | Obra popular                       | Olost                               | 42° 00′ 29″ N, 2° 04′ 09″ E / 42.00794°N,2.06905°E   | IPA-40816 | Carregueu una nova foto d'aquest monument                                                                                  |
| Molí de les Cases                  |           | Obra popular                       | Olost                               | 41° 59′ 01″ N, 2° 05′ 50″ E / 41.98354°N,2.09719°E   | IPA-40817 | Carregueu una nova foto d'aquest monument                                                                                  |

## Oristà
Vegeu la llista de monuments d'Oristà.

## Perafita
| Monument                                 | Protecció    | Estil/època                                        | Localització                                              | Coordenades                                          | Codi?         | Imatge |
| ---------------------------------------- | ------------ | -------------------------------------------------- | --------------------------------------------------------- | ---------------------------------------------------- | ------------- | --- |
| El Castell                               | BCIN 1217-MH | XIX-XX                                             | Perafita                                                  | 42° 02′ 53″ N, 2° 06′ 36″ E / 42.048013°N,2.109935°E | RI-51-0005587 | Carregueu una nova foto d'aquest monument |
| Can Carbó, o Carbonell                   |              | Obra popular, barroc XVII-XIX                      | Perafita                                                  | 42° 02′ 31″ N, 2° 06′ 21″ E / 42.041976°N,2.105842°E | IPA-23287     | Can Carbó (Perafita) · Vegeu més fotos d'aquest monument · Carregueu una nova foto d'aquest monument                                                       |
| Casa de les Monges                       |              | Obra popular XVII-XVIII                            | Perafita Pl. de l'Església, 7                             | 42° 02′ 32″ N, 2° 06′ 21″ E / 42.042138°N,2.105924°E | IPA-23290     | Casa de les Monges (Perafita) · Vegeu més fotos d'aquest monument · Carregueu una nova foto d'aquest monument                                              |
| Església parroquial de Sant Pere         | BCIL 2009    | Barroc, romànic XVIII, XII                         | Perafita Pl. de l'Església, 12                            | 42° 02′ 32″ N, 2° 06′ 23″ E / 42.042124°N,2.106396°E | IPA-23291     | Església parroquial de Sant Pere (Perafita) · Vegeu més fotos d'aquest monument · Carregueu una nova foto d'aquest monument                                |
| Carrer Major de Perafita                 |              | Obra popular XVIII-XX                              | Perafita C. Major                                         | 42° 02′ 27″ N, 2° 06′ 23″ E / 42.040792°N,2.106499°E | IPA-23293     | Carrer Major de Perafita · Vegeu més fotos d'aquest monument · Carregueu una nova foto d'aquest monument                                                   |
| Ca l'Espanyol, o Cal Barela              |              | Obra popular XVII                                  | Perafita C. Major, 47                                     | 42° 02′ 24″ N, 2° 06′ 21″ E / 42.040031°N,2.105942°E | IPA-23295     | Ca l'Espanyol (Perafita) · Vegeu més fotos d'aquest monument · Carregueu una nova foto d'aquest monument                                                   |
| Cementiri de Perafita                    |              | Obra popular XIX                                   | Perafita C. Major                                         | 42° 02′ 35″ N, 2° 06′ 11″ E / 42.043089°N,2.103047°E | IPA-23296     | Cementiri de Perafita · Vegeu més fotos d'aquest monument · Carregueu una nova foto d'aquest monument                                                      |
| Bassès                                   |              | Obra popular XVIII                                 | Perafita Més enllà del cementiri                          | 42° 02′ 12″ N, 2° 05′ 17″ E / 42.036629°N,2.087951°E | IPA-23297     | Carregueu una nova foto d'aquest monument |
| La Bauma                                 |              | Obra popular XVIII                                 | Perafita                                                  | 42° 04′ 08″ N, 2° 07′ 01″ E / 42.068784°N,2.117009°E | IPA-23298     | Carregueu una nova foto d'aquest monument |
| Mas Bols                                 |              | Obra popular XVIII                                 | Perafita Vall de Bols                                     | 42° 03′ 45″ N, 2° 05′ 30″ E / 42.062579°N,2.091750°E | IPA-23299     | Carregueu una nova foto d'aquest monument |
| Mas Busquets                             |              | Obra popular XVIII-XIX                             | Perafita Vall de Bols                                     | 42° 01′ 33″ N, 2° 05′ 56″ E / 42.025863°N,2.098940°E | IPA-23300     | Carregueu una nova foto d'aquest monument |
| El Cel de Cruells                        |              | Obra popular XVIII-XX                              | Perafita Cruells                                          | 42° 01′ 44″ N, 2° 07′ 32″ E / 42.029023°N,2.125544°E | IPA-23302     | Carregueu una nova foto d'aquest monument |
| Cogullés de Perafita                     |              | Obra popular XVIII                                 | Perafita Vall de Cogullés                                 | 42° 04′ 03″ N, 2° 05′ 57″ E / 42.067429°N,2.099138°E | IPA-23303     | Carregueu una nova foto d'aquest monument |
| Cruells                                  |              | Obra popular XVIII                                 | Perafita Ctra. BV-4601, km 19 a 300 m                     | 42° 01′ 19″ N, 2° 07′ 21″ E / 42.021939°N,2.122622°E | IPA-23304     | Carregueu una nova foto d'aquest monument |
| Cal Ferragic                             |              | Obra popular XVIII                                 | Perafita A 500 m al nord població                         | 42° 02′ 47″ N, 2° 06′ 28″ E / 42.04650°N,2.10772°E   | IPA-23305     | Carregueu una nova foto d'aquest monument |
| Cal Fusta                                |              | Obra popular XIX                                   | Perafita                                                  | 42° 03′ 11″ N, 2° 06′ 59″ E / 42.052928°N,2.116383°E | IPA-23306     | Carregueu una nova foto d'aquest monument |
| Les Heures                               |              | Obra popular XVII-XIX                              | Perafita                                                  | 42° 03′ 38″ N, 2° 07′ 04″ E / 42.060667°N,2.117895°E | IPA-23307     | Carregueu una nova foto d'aquest monument |
| Hostal Nou                               |              | Obra popular XVIII-XX                              | Perafita                                                  | 42° 02′ 57″ N, 2° 06′ 47″ E / 42.049211°N,2.113184°E | IPA-23310     | Carregueu una nova foto d'aquest monument |
| Can Novelliques                          |              | Obra popular XVIII Final                           | Perafita Vall de Bols                                     | 42° 04′ 22″ N, 2° 05′ 41″ E / 42.072698°N,2.094615°E | IPA-23311     | Carregueu una nova foto d'aquest monument |
| Can Mirot                                |              | Obra popular XVIII-XIX                             | Perafita                                                  | 42° 03′ 00″ N, 2° 05′ 35″ E / 42.050016°N,2.092968°E | IPA-23313     | Carregueu una nova foto d'aquest monument |
| Mas Paiàs, o el Pallars                  |              | Obra popular XVII-XVIII                            | Perafita                                                  | 42° 03′ 20″ N, 2° 06′ 30″ E / 42.055441°N,2.108239°E | IPA-23314     | Carregueu una nova foto d'aquest monument |
| Mas Puigmajor                            |              | Obra popular XVIII-XIX                             | Perafita                                                  | 42° 03′ 16″ N, 2° 07′ 19″ E / 42.054402°N,2.121933°E | IPA-23315     | Mas Puigmajor (Perafita) · Vegeu més fotos d'aquest monument · Carregueu una nova foto d'aquest monument                                                   |
| Capella de la Mare de Déu del Remei      |              | Obra popular XVII-XIX                              | Perafita                                                  | 42° 03′ 03″ N, 2° 06′ 15″ E / 42.050924°N,2.104254°E | IPA-23316     | Capella de la Mare de Déu del Remei (Perafita) · Vegeu més fotos d'aquest monument · Carregueu una nova foto d'aquest monument                             |
| Masia la Riera                           |              | Obra popular XVII-XIX                              | Perafita                                                  | 42° 02′ 00″ N, 2° 06′ 20″ E / 42.033201°N,2.105566°E | IPA-23317     | Carregueu una nova foto d'aquest monument |
| Masia la Roca                            |              | Obra popular XVIII-XX                              | Perafita                                                  | 42° 02′ 57″ N, 2° 06′ 09″ E / 42.049128°N,2.102623°E | IPA-23318     | Carregueu una nova foto d'aquest monument |
| Rocatova de Baix                         |              | Obra popular XVIII                                 | Perafita                                                  | 42° 03′ 49″ N, 2° 07′ 19″ E / 42.063625°N,2.121987°E | IPA-23319     | Carregueu una nova foto d'aquest monument |
| Rocatova de Dalt, o Cal Pastor           |              | Obra popular XIX                                   | Perafita                                                  | 42° 04′ 04″ N, 2° 07′ 14″ E / 42.067911°N,2.120599°E | IPA-23320     | Carregueu una nova foto d'aquest monument |
| Mas les Roquetes                         |              | Obra popular XVIII                                 | Perafita                                                  | 42° 02′ 46″ N, 2° 07′ 28″ E / 42.045984°N,2.124575°E | IPA-23321     | Carregueu una nova foto d'aquest monument |
| Mas Samponç                              |              | Obra popular XVIII-XX                              | Perafita Ctra. de Sant Bartomeu a Perafita, km 22         | 42° 02′ 53″ N, 2° 07′ 25″ E / 42.048183°N,2.123674°E | IPA-23322     | Mas Samponç (Perafita) · Vegeu més fotos d'aquest monument · Carregueu una nova foto d'aquest monument                                                     |
| Capella de Santa Margarida de Vilaltella |              | Obra popular, romànic, neoclassicisme XIII, XIX-XX | Perafita i Sant Boi de Lluçanès Propera al Mas Vilaltella | 42° 02′ 05″ N, 2° 07′ 27″ E / 42.034804°N,2.124233°E | IPA-23323     | Capella de Santa Margarida de Vilaltella (Perafita i Sant Boi de Lluçanès) · Vegeu més fotos d'aquest monument · Carregueu una nova foto d'aquest monument |
| Mas la Serra                             |              | Obra popular XVIII                                 | Perafita                                                  | 42° 03′ 20″ N, 2° 07′ 56″ E / 42.055462°N,2.132263°E | IPA-23324     | Carregueu una nova foto d'aquest monument |
| Cal Soci                                 |              | Obra popular XVIII                                 | Perafita                                                  | 42° 03′ 19″ N, 2° 06′ 55″ E / 42.055413°N,2.115200°E | IPA-23326     | Carregueu una nova foto d'aquest monument |
| Cal Terri, o Terricabres                 |              | Obra popular XVII-XX                               | Perafita                                                  | 42° 02′ 54″ N, 2° 07′ 18″ E / 42.048231°N,2.121740°E | IPA-23327     | Carregueu una nova foto d'aquest monument |
| Mas Teulats                              |              | Obra popular XVIII-XX                              | Perafita                                                  | 42° 03′ 07″ N, 2° 06′ 24″ E / 42.051898°N,2.106741°E | IPA-23328     | Carregueu una nova foto d'aquest monument |
| Les Valls de Mascarella                  |              | Obra popular XVIII-XX                              | Perafita                                                  | 42° 01′ 31″ N, 2° 06′ 40″ E / 42.025326°N,2.110991°E | IPA-23329     | Carregueu una nova foto d'aquest monument |
| Molí de la Roca                          |              | Obra popular                                       | Perafita                                                  | 42° 03′ 14″ N, 2° 05′ 09″ E / 42.05384°N,2.08573°E   | IPA-40830     | Carregueu una nova foto d'aquest monument |
| Molí de Terradelles                      |              | Obra popular XVII-XVIII                            | Perafita                                                  | 42° 04′ 13″ N, 2° 05′ 06″ E / 42.07022°N,2.08501°E   | IPA-40831     | Carregueu una nova foto d'aquest monument |
| Rajoleria Pallars                        |              | Obra popular XIX-XX                                | Perafita                                                  |                                                      | IPA-40832     | Carregueu una nova foto d'aquest monument |
| Molí de Busquets                         |              | Obra popular                                       | Perafita                                                  | 42° 01′ 24″ N, 2° 06′ 04″ E / 42.02342°N,2.10109°E   | IPA-40833     | Carregueu una nova foto d'aquest monument |

## Prats de Lluçanès
| Monument                                                                                         | Protecció    | Estil/època                  | Localització                                                        | Coordenades                                          | Codi?         | Imatge |
| ------------------------------------------------------------------------------------------------ | ------------ | ---------------------------- | ------------------------------------------------------------------- | ---------------------------------------------------- | ------------- | --- |
| Castell de Quer                                                                                  | BCIN 1311-MH | Romànic XII, XX              | Prats de Lluçanès Ctra. B-431, km 71,8 pista forestal               | 42° 00′ 04″ N, 2° 01′ 28″ E / 42.00119°N,2.02455°E   | RI-51-0005601 | Castell de Quer (Prats de Lluçanès) · Vegeu més fotos d'aquest monument · Carregueu una nova foto d'aquest monument                                  |
| Casal de Soler de Nuc, o Soler de n'Hug                                                          | BCIN 1312-MH | Gòtic XIV-XV                 | Prats de Lluçanès Ctra. BV-4401, km 18,8 pista forestal             | 41° 59′ 31″ N, 2° 00′ 25″ E / 41.99188°N,2.00686°E   | RI-51-0005602 | Carregueu una nova foto d'aquest monument |
| Cal Bernat                                                                                       |              | Obra popular XVII            | Prats de Lluçanès C. Resclosa, 21                                   | 42° 00′ 31″ N, 2° 01′ 38″ E / 42.00865°N,2.02722°E   | IPA-23331     | Carregueu una nova foto d'aquest monument |
| La Caseta de Sant Sebastià                                                                       |              | Obra popular                 | Prats de Lluçanès Ctra. B-4401, km 21 a 400 m                       | 42° 00′ 28″ N, 2° 01′ 22″ E / 42.00790°N,2.02267°E   | IPA-23333     | Carregueu una nova foto d'aquest monument |
| La Roca d'en Feliu                                                                               |              | Obra popular                 | Prats de Lluçanès Ctra. B-4401, km 20 a 600 m                       | 42° 00′ 07″ N, 2° 00′ 54″ E / 42.00205°N,2.01508°E   | IPA-23334     | Carregueu una nova foto d'aquest monument |
| Les Vinyes                                                                                       |              | Obra popular                 | Prats de Lluçanès Ctra. B-4401, km 20 a 500 m                       | 42° 00′ 11″ N, 2° 00′ 55″ E / 42.00303°N,2.01534°E   | IPA-23335     | Carregueu una nova foto d'aquest monument |
| La Vila                                                                                          |              | Obra popular                 | Prats de Lluçanès Ctra. B-4401, km 21 a 700 m                       | 42° 00′ 20″ N, 2° 00′ 29″ E / 42.00557°N,2.00819°E   | IPA-23336     | Carregueu una nova foto d'aquest monument |
| Casanova de la Pedregosa                                                                         |              | Obra popular XIX             | Prats de Lluçanès Ctra. B-4401, km 9                                | 41° 58′ 49″ N, 2° 01′ 12″ E / 41.98022°N,2.01988°E   | IPA-23337     | Carregueu una nova foto d'aquest monument |
| Cal Casals                                                                                       |              | Eclecticisme XIX             | Prats de Lluçanès Pl. Vella, 4                                      | 42° 00′ 26″ N, 2° 01′ 46″ E / 42.00725°N,2.02943°E   | IPA-23338     | Carregueu una nova foto d'aquest monument |
| Museu Municipal Miquel Soldevila                                                                 |              | Obra popular XVIII           | Prats de Lluçanès C. Bonasort, 28                                   | 42° 00′ 22″ N, 2° 01′ 45″ E / 42.00599°N,2.02915°E   | IPA-23339     | Carregueu una nova foto d'aquest monument |
| Santuari de Lourdes                                                                              |              | Eclecticisme XIX             | Prats de Lluçanès                                                   | 42° 00′ 31″ N, 2° 02′ 19″ E / 42.00872°N,2.03848°E   | IPA-23340     | Santuari de Lourdes (Prats de Lluçanès) · Vegeu més fotos d'aquest monument · Carregueu una nova foto d'aquest monument                              |
| Can Bach                                                                                         |              | Obra popular XIX             | Prats de Lluçanès Pg. del Lluçanès                                  | 42° 00′ 32″ N, 2° 01′ 50″ E / 42.00882°N,2.03055°E   | IPA-23341     | Carregueu una nova foto d'aquest monument |
| Capella de Santa Llúcia de Galobardes, o de Santa Llúcia de Quer                                 |              | Romànic XIII                 | Prats de Lluçanès                                                   | 42° 00′ 03″ N, 2° 01′ 28″ E / 42.00096°N,2.02449°E   | IPA-23342     | Carregueu una nova foto d'aquest monument |
| Galobardes                                                                                       |              | Obra popular XVII            | Prats de Lluçanès                                                   | 41° 59′ 16″ N, 2° 00′ 41″ E / 41.98791°N,2.01146°E   | IPA-23343     | Carregueu una nova foto d'aquest monument |
| Capella de Sant Andreu de Llanars                                                                |              | Romànic XI, XII              | Prats de Lluçanès                                                   | 42° 00′ 14″ N, 2° 00′ 33″ E / 42.00399°N,2.00907°E   | IPA-23344     | Capella de Sant Andreu de Llanars (Prats de Lluçanès) · Vegeu més fotos d'aquest monument · Carregueu una nova foto d'aquest monument                |
| Ermita de Sant Sebastià                                                                          |              | Neoclassicisme XIX           | Prats de Lluçanès                                                   | 42° 00′ 32″ N, 2° 01′ 04″ E / 42.00891°N,2.017860°E  | IPA-23345     | Ermita de Sant Sebastià (Prats de Lluçanès) · Vegeu més fotos d'aquest monument · Carregueu una nova foto d'aquest monument                          |
| Església parroquial de Santa Eulàlia de Pardines                                                 |              | Neoclassicisme, barroc XVIII | Prats de Lluçanès Ctra. B-431, km 69,9                              | 41° 59′ 10″ N, 2° 01′ 14″ E / 41.98604°N,2.02063°E   | IPA-23346     | Església parroquial de Santa Eulàlia de Pardines (Prats de Lluçanès) · Vegeu més fotos d'aquest monument · Carregueu una nova foto d'aquest monument |
| Església de la Mare de Déu de la Bona Sort, antiga església parroquial de Sant Vicenç dels Prats |              | Romànic XII, XVI             | Prats de Lluçanès C. Bona Sort, 23                                  | 42° 00′ 24″ N, 2° 01′ 46″ E / 42.00666°N,2.02957°E   | IPA-23347     | Església de la Mare de Déu de la Bona Sort (Prats de Lluçanès) · Vegeu més fotos d'aquest monument · Carregueu una nova foto d'aquest monument       |
| Església parroquial de Sant Vicenç                                                               |              | Barroc XVII                  | Prats de Lluçanès Pl. de l'Església                                 | 42° 00′ 33″ N, 2° 01′ 46″ E / 42.00919°N,2.02944°E   | IPA-23348     | Església parroquial de Sant Vicenç (Prats de Lluçanès) · Vegeu més fotos d'aquest monument · Carregueu una nova foto d'aquest monument               |
| Sant Marçal                                                                                      |              | Obra popular XVIII           | Prats de Lluçanès                                                   | 42° 00′ 57″ N, 2° 02′ 31″ E / 42.01595°N,2.04203°E   | IPA-31214     | Sant Marçal (Prats de Lluçanès) · Vegeu més fotos d'aquest monument · Carregueu una nova foto d'aquest monument                                      |
| Les Tres Fonts                                                                                   |              | Obra popular XVIII           | Prats de Lluçanès C. de la Font                                     | 42° 00′ 27″ N, 2° 01′ 38″ E / 42.00753°N,2.02718°E   | IPA-31215     | Les Tres Fonts (Prats de Lluçanès) · Vegeu més fotos d'aquest monument · Carregueu una nova foto d'aquest monument                                   |
| Molí de Galobardes                                                                               |              | Obra popular                 | Prats de Lluçanès Ctra. B-431, km 69,900, trencant de Santa Eulàlia | 41° 59′ 15″ N, 2° 00′ 49″ E / 41.987392°N,2.013550°E | IPA-40834     | Carregueu una nova foto d'aquest monument |
| Molí del Cingle                                                                                  |              | Obra popular                 | Prats de Lluçanès Accés des de ctra. B-432, km 10,600               | 41° 59′ 51″ N, 2° 02′ 02″ E / 41.99755°N,2.03386°E   | IPA-40835     | Carregueu una nova foto d'aquest monument |
| Molí de Sorribes                                                                                 |              | Obra popular                 | Prats de Lluçanès Ctra. B-432, km 11,600                            | 42° 00′ 05″ N, 2° 01′ 51″ E / 42.00133°N,2.03089°E   | IPA-40836     | Carregueu una nova foto d'aquest monument |
| Molí de Marçal                                                                                   |              | Obra popular                 | Prats de Lluçanès                                                   | 42° 01′ 04″ N, 2° 02′ 26″ E / 42.01769°N,2.04069°E   | IPA-40837     | Carregueu una nova foto d'aquest monument |

## Sant Martí d'Albars
| Monument                          | Protecció    | Estil/època             | Localització                                       | Coordenades                                          | Codi?         | Imatge |
| --------------------------------- | ------------ | ----------------------- | -------------------------------------------------- | ---------------------------------------------------- | ------------- | --- |
| Domus de Vilatammar               | BCIN 1498-MH | Obra popular XIV-XV     | Sant Martí d'Albars                                | 42° 01′ 19″ N, 2° 04′ 53″ E / 42.021832°N,2.081268°E | RI-51-0005650 | Domus de Vilatammar (Sant Martí d'Albars) · Vegeu més fotos d'aquest monument · Carregueu una nova foto d'aquest monument               |
| Fumanya                           |              | Obra popular XVII-XVIII | Sant Martí d'Albars Ctra. BV-4342                  | 42° 01′ 40″ N, 2° 03′ 20″ E / 42.02778°N,2.05563°E   | IPA-23721     | Carregueu una nova foto d'aquest monument                                                                                               |
| Església parroquial de Sant Martí |              | Barroc XVIII            | Sant Martí d'Albars Ctra. BV-4342                  | 42° 01′ 41″ N, 2° 04′ 26″ E / 42.02792°N,2.07399°E   | IPA-23723     | Església parroquial de Sant Martí (Sant Martí d'Albars) · Vegeu més fotos d'aquest monument · Carregueu una nova foto d'aquest monument |
| Cal Met                           |              | Obra popular XIX        | Sant Martí d'Albars Ctra. BV-4242, km 2            | 42° 03′ 24″ N, 2° 04′ 20″ E / 42.05674°N,2.07212°E   | IPA-23724     | Carregueu una nova foto d'aquest monument                                                                                               |
| Cal Blanc                         |              | Obra popular XVII-XVIII | Sant Martí d'Albars Ctra. BV-4342                  | 42° 01′ 32″ N, 2° 04′ 21″ E / 42.02549°N,2.07260°E   | IPA-23725     | Carregueu una nova foto d'aquest monument                                                                                               |
| Cal Nofra                         |              | Obra popular XVII       | Sant Martí d'Albars La Blava                       | 42° 02′ 42″ N, 2° 04′ 12″ E / 42.045130°N,2.069874°E | IPA-23727     | Carregueu una nova foto d'aquest monument                                                                                               |
| Les Vinyes                        |              | Obra popular XVIII      | Sant Martí d'Albars                                | 42° 03′ 29″ N, 2° 03′ 54″ E / 42.057996°N,2.064985°E | IPA-23728     | Carregueu una nova foto d'aquest monument                                                                                               |
| Antiga Casa del Comú              |              | Obra popular XVIII      | Sant Martí d'Albars La Blava                       | 42° 02′ 41″ N, 2° 04′ 15″ E / 42.044749°N,2.070726°E | IPA-23729     | Carregueu una nova foto d'aquest monument                                                                                               |
| La Torre del Baró                 |              | Obra popular XIX        | Sant Martí d'Albars                                | 42° 01′ 38″ N, 2° 04′ 23″ E / 42.02732°N,2.07311°E   | IPA-23730     | Carregueu una nova foto d'aquest monument                                                                                               |
| L'Almató                          |              | Obra popular XVII-XVIII | Sant Martí d'Albars Ctra. BV- 4342, km 1,5 a 300 m | 42° 03′ 17″ N, 2° 04′ 29″ E / 42.05483°N,2.07464°E   | IPA-23731     | Carregueu una nova foto d'aquest monument                                                                                               |
| Pont del Molí                     |              | Obra popular Medieval   | Sant Martí d'Albars Sobre la riera Gavarresa       | 42° 01′ 37″ N, 2° 04′ 33″ E / 42.026950°N,2.075926°E | IPA-36947     | Pont del Molí (Sant Martí d'Albars) · Vegeu més fotos d'aquest monument · Carregueu una nova foto d'aquest monument                     |
| El Molinot o el Molinot de Dalt   |              | Obra popular XVII-XVIII | Sant Martí d'Albars                                | 42° 02′ 13″ N, 2° 04′ 54″ E / 42.036859°N,2.081750°E | IPA-40848     | Carregueu una nova foto d'aquest monument                                                                                               |
| Molí del Pont                     |              | Obra popular            | Sant Martí d'Albars                                | 42° 01′ 37″ N, 2° 04′ 35″ E / 42.027048°N,2.076367°E | IPA-40849     | Carregueu una nova foto d'aquest monument                                                                                               |
| Molí de Fumanya                   |              | Obra popular XVII-XVIII | Sant Martí d'Albars                                | 42° 01′ 32″ N, 2° 03′ 10″ E / 42.02551°N,2.05264°E   | IPA-40850     | Carregueu una nova foto d'aquest monument                                                                                               |
| El Molinot de Baix                |              | Obra popular XIX-XX     | Sant Martí d'Albars                                | 42° 02′ 09″ N, 2° 04′ 48″ E / 42.03595°N,2.08003°E   | IPA-40851     | Carregueu una nova foto d'aquest monument                                                                                               |

## Sobremunt
| Monument                            | Protecció | Estil/època                   | Localització                       | Coordenades                                          | Codi?     | Imatge |
| ----------------------------------- | --------- | ----------------------------- | ---------------------------------- | ---------------------------------------------------- | --------- | --- |
| Església de Sant Martí de Sobremunt |           | Obra popular XVI-XII, XIX     | Sobremunt                          | 42° 02′ 10″ N, 2° 10′ 01″ E / 42.036095°N,2.167043°E | IPA-24054 | Església de Sant Martí de Sobremunt · Vegeu més fotos d'aquest monument · Carregueu una nova foto d'aquest monument |
| Ermita de Santa Llúcia de Sobremunt |           | Obra popular XV, XVIII, XX    | Sobremunt                          | 42° 01′ 51″ N, 2° 11′ 13″ E / 42.030853°N,2.187008°E | IPA-24055 | Ermita de Santa Llúcia de Sobremunt · Vegeu més fotos d'aquest monument · Carregueu una nova foto d'aquest monument |
| Mas Grau                            |           | Obra popular XVIII            | Sobremunt A 5 km de Sobremunt      | 42° 01′ 14″ N, 2° 11′ 35″ E / 42.020692°N,2.193152°E | IPA-24056 | Carregueu una nova foto d'aquest monument                                                                           |
| Can Jepet                           |           | Obra popular XVIII, XX        | Sobremunt A 3 km de Sobremunt      | 42° 01′ 44″ N, 2° 11′ 18″ E / 42.028953°N,2.188385°E | IPA-24057 | Carregueu una nova foto d'aquest monument                                                                           |
| Beulovi                             |           | Obra popular XVIII, XX        | Sobremunt A 3 km de Sobremunt      | 42° 01′ 10″ N, 2° 10′ 36″ E / 42.019547°N,2.176547°E | IPA-24058 | Beulovi (Sobremunt) · Vegeu més fotos d'aquest monument · Carregueu una nova foto d'aquest monument                 |
| Les Fosses                          |           | Obra popular XVII, XIX        | Sobremunt A 4 km de Sobremunt      | 42° 01′ 39″ N, 2° 08′ 57″ E / 42.027363°N,2.149158°E | IPA-24059 | Carregueu una nova foto d'aquest monument                                                                           |
| Guiteres                            |           | Obra popular XVIII            | Sobremunt A 4 km de Sobremunt      | 42° 00′ 34″ N, 2° 10′ 09″ E / 42.009307°N,2.169156°E | IPA-24060 | Carregueu una nova foto d'aquest monument                                                                           |
| Conjunta                            |           | Obra popular XVIII-XIX, XX    | Sobremunt A 3 km de Sobremunt      | 42° 01′ 41″ N, 2° 10′ 49″ E / 42.028004°N,2.180388°E | IPA-24061 | Carregueu una nova foto d'aquest monument                                                                           |
| Mas Cavaller                        |           | Obra popular XVIII, XX        | Sobremunt A 3 km de Sobremunt      | 42° 01′ 16″ N, 2° 10′ 33″ E / 42.021037°N,2.175827°E | IPA-24062 | Carregueu una nova foto d'aquest monument                                                                           |
| Reixac                              |           | Obra popular XVIII-XX         | Sobremunt A 3 km de Sobremunt      | 42° 01′ 21″ N, 2° 09′ 07″ E / 42.022575°N,2.152024°E | IPA-24063 | Carregueu una nova foto d'aquest monument                                                                           |
| Aumatell                            |           | Obra popular XV, XVIII, XX    | Sobremunt A 4 km de Sobremunt      | 42° 00′ 53″ N, 2° 09′ 17″ E / 42.014822°N,2.154724°E | IPA-24064 | Carregueu una nova foto d'aquest monument                                                                           |
| La Masia                            |           | Obra popular XV, XIX, XX      | Sobremunt A 3 km de Sobremunt      | 42° 01′ 45″ N, 2° 11′ 08″ E / 42.029032°N,2.185606°E | IPA-24065 | Carregueu una nova foto d'aquest monument                                                                           |
| Portellet, Potelles                 |           | Obra popular XVII, XVIII, XIX | Sobremunt A 2 km de Sobremunt      | 42° 02′ 06″ N, 2° 10′ 46″ E / 42.035076°N,2.179379°E | IPA-24066 | Portellet (Sobremunt) · Vegeu més fotos d'aquest monument · Carregueu una nova foto d'aquest monument               |
| Cuspineda                           |           | Obra popular XVIII, XX        | Sobremunt A 3 km de Sobremunt      | 42° 01′ 20″ N, 2° 10′ 55″ E / 42.022180°N,2.182057°E | IPA-24068 | Carregueu una nova foto d'aquest monument                                                                           |
| La Roca                             |           | Obra popular XVIII            | Sobremunt Al voltant de l'església | 42° 02′ 08″ N, 2° 09′ 57″ E / 42.035501°N,2.165891°E | IPA-24069 | La Roca (Sobremunt) · Vegeu més fotos d'aquest monument · Carregueu una nova foto d'aquest monument                 |
| Molí de Guiteres                    |           | Obra popular XVIII            | Sobremunt A 5 km de Sobremunt      | 42° 00′ 35″ N, 2° 10′ 11″ E / 42.009644°N,2.169586°E | IPA-24070 | Carregueu una nova foto d'aquest monument                                                                           |
| Molí de les Fosses                  |           | Obra popular XIX              | Sobremunt                          | 42° 01′ 36″ N, 2° 08′ 57″ E / 42.02672°N,2.14930°E   | IPA-40857 | Carregueu una nova foto d'aquest monument                                                                           |
| Molí del Puig                       |           | Obra popular XVII-XVIII       | Sobremunt                          | 42° 01′ 19″ N, 2° 08′ 58″ E / 42.02208°N,2.14944°E   | IPA-40858 | Carregueu una nova foto d'aquest monument                                                                           |
| Molí de l'Aumatell                  |           | Obra popular XVIII-XIX        | Sobremunt                          | 42° 00′ 46″ N, 2° 09′ 28″ E / 42.01290°N,2.15775°E   | IPA-40859 | Carregueu una nova foto d'aquest monument                                                                           |
| Molí de Guitarons                   |           | Obra popular                  | Sobremunt                          | 42° 00′ 36″ N, 2° 10′ 15″ E / 42.010054°N,2.170919°E | IPA-40860 | Carregueu una nova foto d'aquest monument                                                                           |